# Metatarsalgia
Metatarsalgia é uma dor na parte frontal do pé, na área dos ossos metatarsos (ossos estes que articulam com as falanges) e pode estar relacionada a lesão em qualquer uma das estruturas da região, como ossos, ligamentos e nervos. A dor geralmente é causada por um excesso de sobrecarga na região dos ossos metatarsos, que pode ser causada por sobrepeso, atividades físicas, calçados inadequados e alterações na marcha. Pode também ser visível uma pequena calosidade na zona da dor, devido a essa sobrecarga. A dor sentida é muitas vezes similar à dor proveniente de uma pedra dentro do calçado.
Importante salientar que o tratamento dessa sintomatologia, que termina por se caracterizar na própria patologia, deve ser primeiramente voltado para a causa do problema e não só apenas paliativo (como medidas analgésicas e alguns procedimento fisioterápicos e anti-inflamatórios). Portanto a primeira abordagem de tratamento deve visar a perda de peso, reeducação dos calçados, correção da pisada, uso de palmilha ortopédica e diminuição geral da sobrecarga na ponta dos pés.A experiência mostra, através de estatísticas, que a cirurgia raramente resulta em algum benefício, pelo contrário, pode piorar muito o sintoma doloroso, causado por fibroses e aumento de pontos de artroses, normais em situações pós-cirúrgicas.

## Sinais e sintomas
A dor da metatarsalgia geralmente é uma dor aguda e em pontada., que acontece quando a parte anterior do pé é sobrecarregada. Usualmente não há presença de inchaço ou vermelhidão no local.
Quando começam a aparecer sintomas de dormência, formigamento e dor em "choque", pode significar evolução do quadro de metatarsalgia para Neuroma de Morton (lesão do nervo interdigital, na planta do pé).

## Causas
As causas de metatarsalgia estão intimamente ligadas a tudo que pode causar sobrecarga na região anterior do pé. Dentre as principais causas estão, sobrepeso, sapatos de bico fino e salto alto, muito tempo em pé, atividade física de repetição de impacto no pé (corrida, basquete, vôlei, futsal, etc).

### Sobrepeso
O sobrepeso aumenta muito a carga que é colocada sobre os pés no dia a dia e pode levar a um estresse das estruturas ósseas dos metatarsos, causando dor.

### Calçados
Calçados de bico fino causam uma compressão das estruturas ao redor dos ossos metatarsos e podem levar a dor na região, principalmente se associadas há muito tempo em pé.
Já o salto alto, além do bico fino, possui um elevação na parte posterior do pé, que leva a um aumento significativo de carga na região anterior do pé. Isso aumenta demasiadamente a sobrecarga nos metatarsos e pode levar a lesão das estruturas.

### Atividade física
A prática de atividade física pode ser causa de metatarsalgia quando envolve estresse excessivo da região anterior do pé. Isso acontece em esportes que envolvem muito impacto (vôlei, corrida, basquetebol, etc) e muita mudança de direção (futsal, handebol, etc). Normalmente quando a pessoa pratica esses esportes em excesso, a dor pode surgir.

## Tratamento
O tratamento da metatarsalgia em teoria é muio simples. Basta identificar o fator causal de sobrecarga nos metatarsos e removê-lo ou diminuí-lo. Ou seja, se a causa for sobrepeso deve-se perder peso. Se a causa for o calçado, deve-se trocara o calçado ou diminuir o uso do calçado que causa a dor. Se o motivo for a atividade física, deve-se trocar o tipo de atividade ou adaptá-la.
Para uma eliminação mais rápida da dor uma boa alternativa é o uso de palmilhas ortopédicas. Elas tem o poder de redistribui a pressão plantar, aliviando o estresse sobre os metatarsos, eliminando a dor.